# Ben Garrisdale
Ben Garrisdale är ett berg i Storbritannien.   Det ligger i kommunen Argyll and Bute och riksdelen Skottland, i den nordvästra delen av landet, 600 km nordväst om huvudstaden London. Toppen på Ben Garrisdale är 365 meter över havet, eller 215 meter över den omgivande terrängen. Bredden vid basen är 4,5 km. Ben Garrisdale ligger på ön Jura.
Terrängen runt Ben Garrisdale är kuperad åt nordväst, men åt sydost är den platt. Havet är nära Ben Garrisdale åt nordost. Trakten runt Ben Garrisdale består i huvudsak av gräsmarker.